# 高山南部農免農道
高山南部農免農道（たかやまなんぶのうめんのうどう）は、岐阜県高山市江名子町と同市漆垣内町を結ぶ農道。高山市江名子町の市道石浦大洞線を起点に同市漆垣内町の国道361号までの区間。

## 概要
- 距離 : 5.3km

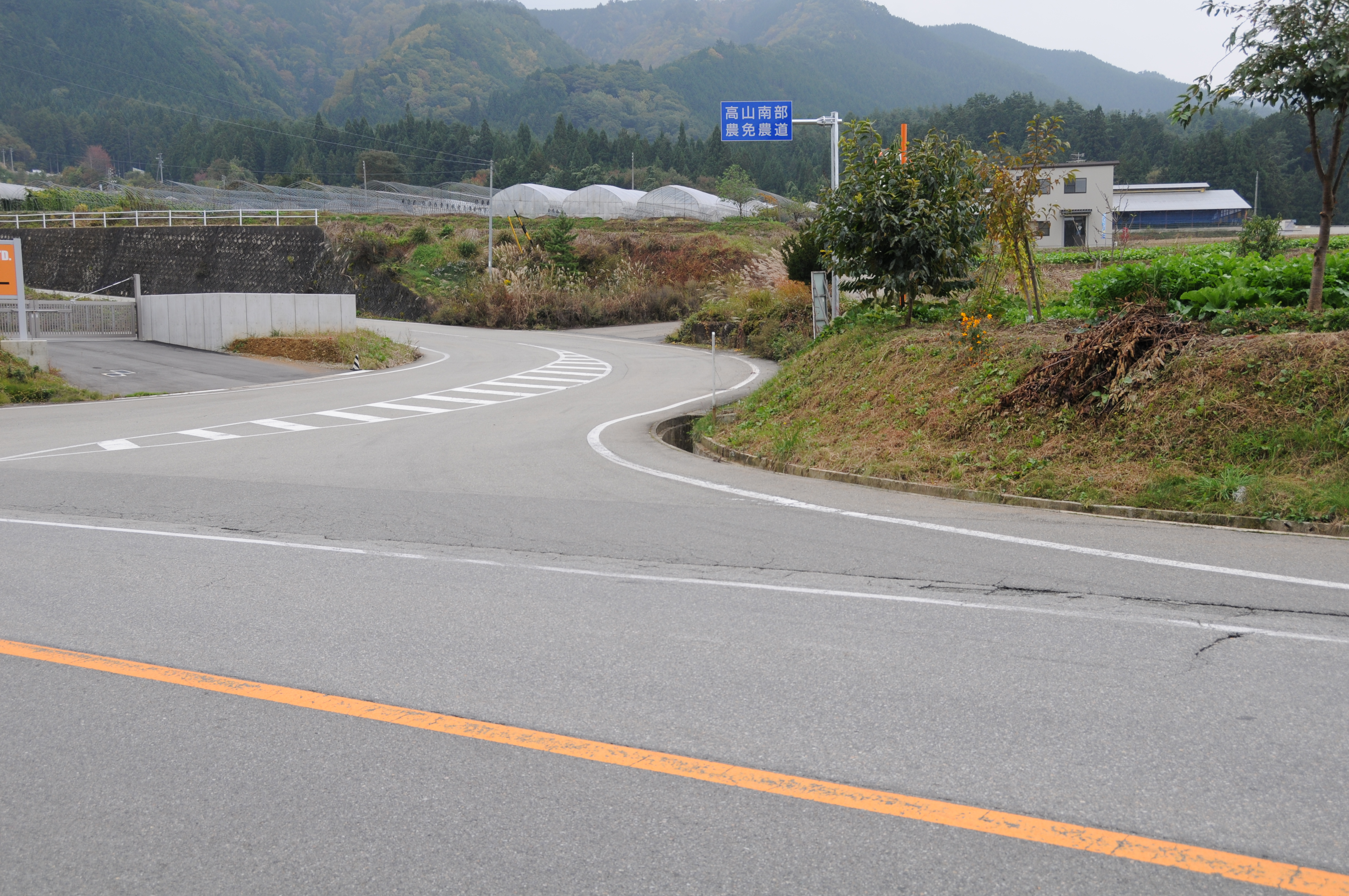
高山南部農免農道（石浦南交差点側、市道との交点）

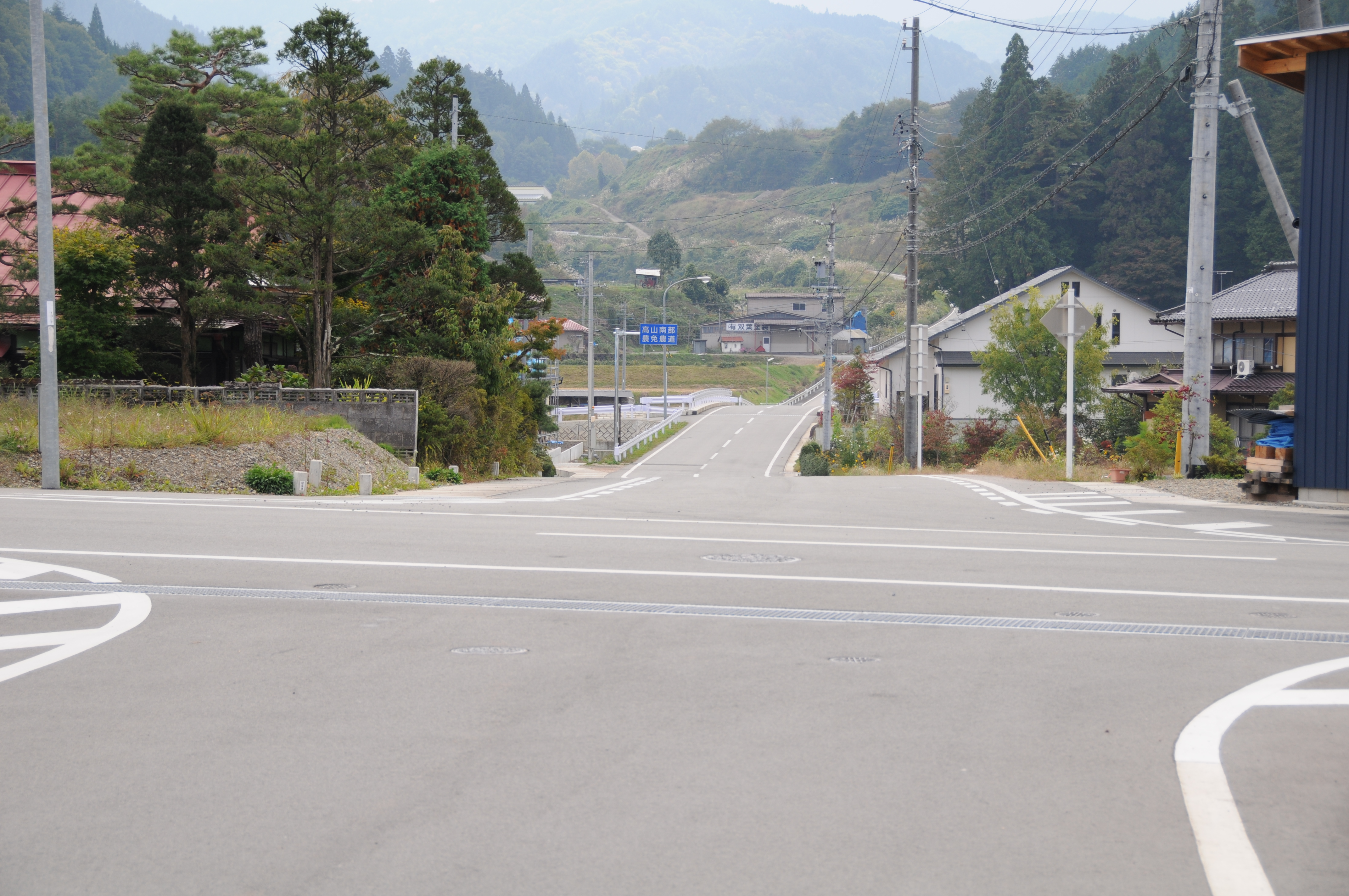
高山南部農免農道（漆垣内町側、飛騨ぶり街道との交点）

- 起点 : 高山市江名子町、市道石浦大洞線交点
- 終点 : 高山市漆垣内町、飛騨ぶり街道交点
- 幅員 : 7.0m（車道幅員：5.5m
- 車線数 : 2車線

主に沿線の農作物を終点付近にあるJAひだカントリーエレベータまで運搬する用途で建設された。国道41号石浦町南交差点方面から国道361号（美女街道）や国立乗鞍青少年交流の家方面へは、混雑時や災害時の代替としてショートカット可能。

## 接続する道路
- 高山市道石浦大洞線
- 国道361号江名子町付近美女街道
- 岐阜県道462号岩井高山停車場線（国道361号との重複区間）
- 国道361号漆垣内町付近